# Mertrud
Mertrud is een gemeente in het Franse departement Haute-Marne (regio Grand Est) en telt 183 inwoners (1999). De plaats maakt deel uit van het arrondissement Saint-Dizier.

## Geografie
De oppervlakte van Mertrud bedraagt 12,2 km², de bevolkingsdichtheid is 15,0 inwoners per km².
De onderstaande kaart toont de ligging van Mertrud met de belangrijkste infrastructuur en aangrenzende gemeenten.

## Demografie
Onderstaande figuur toont het verloop van het inwonertal (bron: INSEE-tellingen).